# علم روبوتات نمائي
علم الروبوتات النمائي (DevRob)، والذي يُطلق عليه في بعض الأحيان علم الروبوتات الوراثي اللاجيني، هو منهجية تستخدم أفكارًا مستعارة من النماء العصبي وعلم النفس التنموي لتطوير عقل الروبوتات المستقلة. ويتم التركيز على الروبوتات الأحادية أو المتعددة من خلال مراحل النمو العقلي المستقل (AMD). ويدرس الباحثون في هذا المجال المشاعر الاصطناعية والدوافع الذاتية وغيرها من أساليب التنظيم الذاتي. ويسمى البرنامج الذي يُحاكي وظائف المجين لتطوير القدرات العقلية للروبوت بالبرنامج التنموي.
وهو يختلف عن التعليم الآلي التقليدي، ومن الخصائص الرئيسة لعلم الروبوتات النمائي:
- عدم تحديد المهمة: حيث يصعب على الجينوم التنبؤ بالمهام التي سيتعلمها ويؤديها الطفل في حياته، يعتمد البرنامج التنموي على الجسد (النوع) ولكن ليس له مهمة محددة.
- الانفتاح البيئي: فنتيجة لعدم تحديد المهمة، فيجب على «النمو العقلي المستقل» التعامل مع البيئات غير المعروفة والمطلقة، بما في ذلك البيئات الإنسانية المختلفة.
- أجهزة الاستشعار الأولية: ينبغي على «النمو العقلي المستقل» التعامل مباشرة مع الإشارات الأولية المستمرة من أجهزة الاستشعار (على سبيل المثال، الرؤية والسمع واللمس)، حيث تتطلب المهام المختلفة معلومات مختلفة من أجهزة الاستشعار. وتحتوي الإشارات الأولية وحدها على كل ذلك.
- المعالجة المباشرة: ففي كل لحظة حالية، فما سيشعر به الجهاز بعد ذلك يعتمد على ما يفعله الجهاز الآن.
- المعالجة الإضافية: يجب استخدام المهارات المكتسبة للمساعدة في اكتساب مهارات جديدة، كأحد أشكال التآزر. حيث يتطلب هذا معالجة إضافية.

يرتبط علم الروبوتات التنموية بـعلم الروبوتات التطورية (ER)، ولكنه يختلف عنه في كثير من الأوجه. ويستخدم علم الروبوتات التطورية الروبوتات التي تتطور بمرور الوقت، في حين يهتم علم الروبوتات التنموية بكيفية تنظيم نظام تحكم الروبوت الفردي الذي يتطور من خلال التجربة، مع مرور الوقت.
ويتعلق علم الروبوتات النمائي كذلك بالأعمال المنجزة في مجالات الروبوتات والحياة الاصطناعية.

## نبذة تاريخية
تُعتبر طريقة كريسبترون Cresceptron (المؤتمر الدولي حول رؤية الحاسوب عام 1992، المجلة الدولية للرؤية الحاسوب عام 1997 هي أول طريقة تعليمية تنموية نُشرت للكشف والتعرف على المقصد العام في خلفية الطبيعة المعقدة بناءً على دراسة معالجة الصور الرقمية. وتُقسم هذه الطريقة أيضًا الهدف المستكشَف من الخلفية الطبيعية المعقدة. وتقوم تفاعلات الإنسان الآلي من خلال الأطراف الحسية والحركية بتعليم طريقة كريسكيبترون، في حين يُعد التنظيم الذاتي الداخلي مستقلاً تمامًا.
تولى منتدى أصحاب المصالح الوطنية (NSF)/ وكالة مشاريع البحوث للدفاع المتقدم (DARPA) تمويل ورشة عمل في التطوير والتعليم والتي عُقدت في الفترة من 5-7 أبريل 2000 في جامعة ولاية ميشيغان. وكان هذا هو أول لقاء دولي مخصص للفهم الحسابي للنمو العقلي بواسطة الروبوتات والحيوانات. واستخدم المصطلح «بواسطة» حيث تميز الوكلاء بنشاط كبير أثناء عمليات التنمية.
وتم شرح فكرة علم الروبوتات النمائي في وينغ (Weng) ومناطق أخرى. النمو العقلي المستقل بواسطة الروبوتات والحيوانات. Science 291:599-600, 2001. وكانت نقطة التميز الرئيسة هو مفهوم عدم تحديد المهمة لنوع جديد من البرنامج: برنامج التنمية (DP). حيث يُحاكي «برنامج التنمية» الوظائف التنموية «للجينوم».
وقد عُرضت أولى الدورات نسخة محفوظة 13 أكتوبر 2006 على موقع واي باك مشين. لمن هم دون التخرج في علم الروبوتات النمائي في كلية برين ماور (Bryn Mawr College) وكلية سوارثمور (Swarthmore College) في ربيع عام 2003 من قبل دوغلاس بلانك (Douglas Blank) وليزا ميدن (Lisa Meeden)، على التوالي.
وعُرضت أول دورة للمتخرجين في علم الروبوتات النمائي في جامعة ولاية أيوا بواسطة الكسندر ستويتشيف (Alexander Stoytchev) في خريف عام 2005.

## الدوريات الرئيسة
- معاملات جمعية مهندسي الكهرباء والإلكترونيات في النمو العقلي المستقل: http://www.ieee-cis.org/pubs/tamd/
- النشرة الإخبارية للنمو العقلي المستقل: http://www.cse.msu.edu/amdtc/amdnl/

## المؤتمرات الرئيسة
- المؤتمر الدولي للتنمية والتعليم: http://www.cogsci.ucsd.edu/~triesch/icdl/ نسخة محفوظة 29 سبتمبر 2011 على موقع واي باك مشين.
- علم الروبوتات الوراثي اللاجيني: http://www.epigenetic-robotics.org/
- المؤتمر الدولي للتنمية والتعليم- الروبوتات: http://www.icdl-epirob.org/ (انضم الاثنان المذكوران آنفًا منذ عام 2011)
- علم الروبوتات النمائي: http://cs.brynmawr.edu/DevRob05/

## وصلات خارجية

### Academic institutions and researchers in the field
- FeelixGrowing Project: A European-funded project to study socio-emotional development in robots, humans, and non-human primates. See also its Wikipedia entry
- جامعة ولاية ميشيغان -- Embodied Intelligence Lab
- Sony Computer Science Laboratory, Paris, France
- INRIA FLOWERS team, France: Exploration, interaction and learning in developmental robotics
- University of Tokyo—Intelligent Systems and Informatics Lab
- Cognitive Robotics Lab of Juergen Schmidhuber at IDSIA and Technical University of Munich
- LIRA-Lab, University of Genova, Italy
- The University of Texas at Austin, UTCS Intelligent Robotics Lab
- RobotCub Project: A 5 years European founded project to study cognition with a robot like a two years old child
- Bryn Mawr College's Developmental Robotics Project: research projects by faculty and students at Swarthmore and Bryn Mawr Colleges, Philadelphia, PA, USA
- Jean Project نسخة محفوظة 22 فبراير 2007 على موقع واي باك مشين.: Information Sciences Institute of the University of Southern California
- Cognitive Robotics (including Hide and Seek) at the Naval Research Laboratory
- The Laboratory for Perceptual Robotics, University of Massachusetts Amherst Amherst, USA
- Centre for Robotics and Neural Systems, Plymouth University Plymouth, United Kingdom

### مدونات ووصلات أخرى
- The Mental Development Repository: http://www.mentaldev.org
- Developing Intelligence: http://develintel.blogspot.com
- Developmental Robotics: http://developmentalrobotics.org : general information about developmental robotics